# Otto Blau
Ernst Otto Friedrich August Blau, född den 21 april 1828 i Nordhausen, död (genom självmord) den 26 februari 1879 i Odessa, var en tysk orientalist.
Blau blev 1852 attaché och 1855 vicekansler vid preussiska beskickningen i Konstantinopel. Då Tyska förbundet avslöt en handelstraktat med Persien, sändes Blau 1857 till detta land och blev 1858 preussisk konsul i Trabezon. Han blev 1864 konsul och 1870 generalkonsul i Sarajevo samt 1873 generalkonsul i Odessa. Blau utgav flera skrifter såväl av handelspolitiskt som av strängare vetenskapligt innehåll, bland annat De nummis achæmenidarum aramæo-persicis (1855) och Bosnisch-türkische Sprachdenkmäler (1868), och skrev dessutom många artiklar och uppsatser i vetenskapliga tidskrifter, bland annat i Zeitschrift der deutschen morgenländischen Gesellschaft (Om tolkning av lykiska inskrifter, 1863, Om de sabeiska stammarnas vandringar under 100-talet, 1869, Om Arabien under 500-talet, 1870, Fornarabiska språkstudier, 1872–73).